# Passo delle Scalette
Il passo delle Scalette (2348 metri sul livello del mare) è un valico del gruppo dolomitico del Catinaccio, in val di Fassa. Si trova nel comune di Pozza di Fassa, in provincia di Trento, e collega tra loro la val di Vajolet e il Valon de Lausa, di conformazione glaciale.

## Morfologia

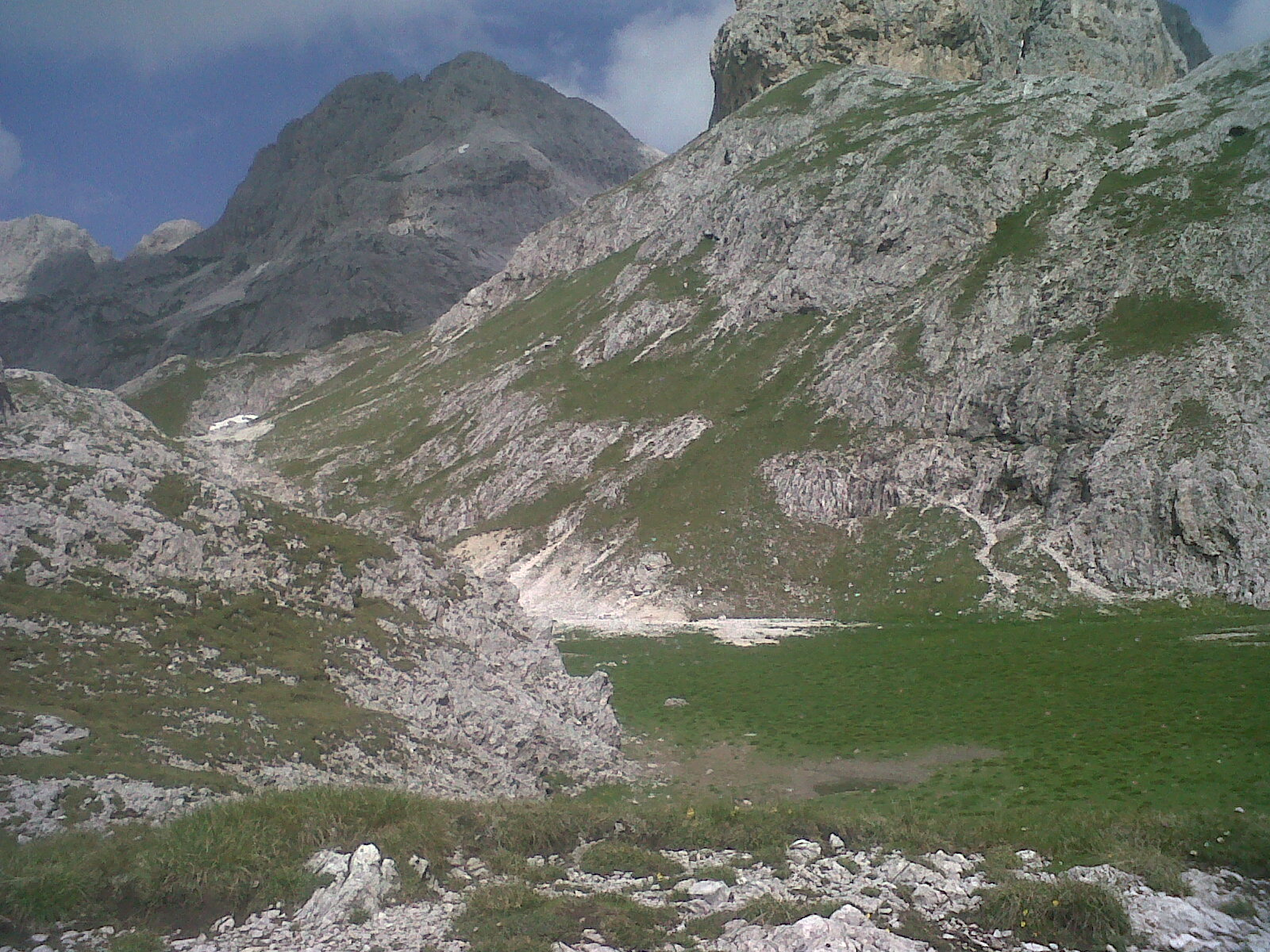
Il Valon de Lausa visto dal passo delle Scalette

Il passo delle Scalette è un tipico valico dolomitico. È chiuso a est dal Gran Cront, gruppo delle Pope (2778 metri d'altezza) e a ovest dallo Spitz de la Roe de Ciampiè, gruppo del Larsech (2657 metri). Il versante sud che fornisce l'accesso al Larsec è erto e ripido; dall'uscita del bosco di mughi a circa 2000 m.s.l.m. fino al passo a 2348 m s.l.m. la parete ripida e friabile (le scalette) rende molto difficoltosa la salita; il percorso è molto esposto e solo per un brevissimo tratto centrale è stato attrezzato a ferrata. Sul versante nord il Valon de Lausa termina poco prima del passo in un lago stagionale e poco profondo, e perciò non occorre che una minima salita per raggiungerne la cima.

## Itinerari di percorrenza
Il passo delle Scalette si trova sul sentiero numero 583 della sezione trentina del Club Alpino Italiano, un percorso suggestivo e percorso ogni estate da numerosi escursionisti per il suo aspetto selvaggio e la bellezza dei paesaggi. Tra i numerosi itinerari di percorrenza, i più comuni sono:
- Dal rifugio Gardeccia al rifugio Antermoia e viceversa, sentiero 583, circa 7 kilometri, 4 ore;
- dal rifugio Gardeccia al rifugio Vajolet passando per Pas da le Pope e viceversa, sentieri 583 e Bepo de Medil, circa 9 km, 4 ore;
- dal rifugio Gardeccia alla cima Scalieret e viceversa, sentieri 583 e Bepo de Medil, circa 6 km, 3 ore;
- dal rifugio Gardeccia al rifugio Passo Principe e viceversa, sentieri 583, 583b e 584, circa 7,5 km, 3,5 ore.